# Маттео I Орсіні
Маттео (Майо) I Орсіні (італ. Matteo Orsini, грец. Ματθαίος Ορσίνι; д/н — 1238) — 2-й пфальцграф Кефалонії та Закінфу в 1195—1238 роках.

## Життєпис
Походив з римського шляхетського роду Орсіні. Син Ріккардо Орсіні. Його батьки за невідомих обставин перебралися до Апулії, де народився Маттео (в м.Монополі). Вважається, що замолоду долучився до морської справи. Відзначився під орудою адмірала Маргарита да Бріндізі, на доньці якого зрештою оженився.
У 1194 році за наказом Генріха VI, імператора Священної Римської імперії, тестя Орсіні було засліплено і арештовано. Тому управління графством Кефалонії і Закінфу перейшло до Маттео. 1195 року той офіційно став правителем цього володіння.
З самого початку створив умови для привілейованого становища італійців на островах. Також було скасовано православну єпархію, скрізь поставленого католицьких кліриків. Також було впроваджено феодальну систему, острови поділено на фьєфи, які роздані прихильникам Орсіні.
У зовнішній політиці намагався досягти незалежності від Сицилійського королівства. Проте спочатку визнавав владу останнього. Ситуація змінилася після Четвертого хрестового походу 1204 року, коли занепала Візантійська імперія. 1205 року було захоплено о. Корфу, де повалено генуезця Леоне Ветрано, свояка Маттео Орсіні. У 1207 графство було перетворено на пфальцграфство. У 1209 році він став громадянином Венеційської республіки.
Втрата венеційцями 1210 року о. Корфу налаштувала Орсіні шукати інших союзників. Того ж року він визнав сюзеренітет Латинської імперії. У 1216 році з початком занепаду Латинської імперії визнав зверхність Папської держави. Водночас намагався налагодити дружні відносини з епірським деспотом Феодором Комніном Дукою, що досяг значної потуги. Для зміцнення цього 1227 року оженив сина на сестрі деспота.
1230 року після тяжкої поразки Феодора Комніна Дуки пфальцграф знову змінив напрямок політики, почавши орієнтуватися на держави хрестоносців на Балканах. У 1236 році став васалом Ахейского князівства. Помер 1238 року. Йому спадкував син Маттео II.

## Родина
Дружина — донька Маргарита да Бріндізі
Діти:
- Маттео (д/н—1259/1264), пфальцграф Кефалонії і Закінфу